# Can Jornet de Parets
Can Jornet és una masia de Parets del Vallès (Vallès Oriental) inclosa a l'Inventari del Patrimoni Arquitectònic de Catalunya.

## Descripció
Masia aïllada de planta rectangular, de tipus basilical, amb planta baixa i pis. La coberta és de teula àrab i els vessants estan acabades amb una senzilla imbricació de teula. La façana principal es compon mitjançant un eix de simetria central. El revestiment és arrebossat a les façanes i està repicant deixant vist el mur de paredat comú.
L'era és enrajolada amb lliça de totxo a plec de llibre.
Del safareig i la sínia només en queden restes.
La masia ha estat totalment reformada i adequada als usos actuals.

## Història
Can Jornet de Parets, formava part de Can Jornet de Gallecs que arribava fins a la riera Seca i, per tant, aquesta part se segrega de la de Gallecs.
El 16 de gener de 1873, Pere Pelegrí Jornet fa donació al seu fill Joan Pelegrí Armadans, en escriptura de capitulacions matrimonials, d'una casa i de les terres que l'acompanyen, la qual cosa indica que la casa és anterior com a mínim a 1873.
A la tanca de l'era hi ha una rajola amb la inscripció 1877.
La finca fou expropiada pel Ministeri de Foment el 1972.